# Long Lawford
Long Lawford är en ort och civil parish i Storbritannien.   Den ligger i grevskapet Warwickshire och riksdelen England, i den södra delen av landet, 130 km nordväst om huvudstaden London. Long Lawford ligger 92 meter över havet och antalet invånare är 2 745.
Terrängen runt Long Lawford är platt. Runt Long Lawford är det ganska tätbefolkat, med 207 invånare per kvadratkilometer. Närmaste större samhälle är Coventry, 14,2 km väster om Long Lawford. Runt Long Lawford är det i huvudsak tätbebyggt.